# Epicarpio
El epicarpio (del griego epi "sobre" + karpós "fruto", a veces denominado exocarpio o exocarpo de exo, "exterior") es la parte del pericarpio que suele proteger al resto del fruto del exterior. El epicarpio forma la epidermis protectora del fruto que, a menudo, contiene glándulas con esencias y pigmentos. En muchas frutas se llama comúnmente piel, cáscara o concha (en Venezuela).
El epicarpio tiene como componente principal material celulósico pero también contiene otros componentes, tales como aceites esenciales, ceras de parafina, esteroides y triterpenoides, ácidos grasos, pigmentos (carotenoides, flavonoides), principios amargos y enzimas.
En los cítricos, la peladura constituye la superficie del pericarpio. Está compuesto por unas cuantas capas de células que se hacen progresivamente más gruesas en la parte interna; la capa epidérmica se cubre con cera y contiene pocos estomas. Cuando está maduro, las células de esta peladura contienen carotenoides (principalmente xantófilas) dentro de cromoplastos que, en estados iniciales, contenían clorofila. Este hecho es el responsable del cambio de color de muchos frutos de verde a amarillo o rojo al maduración. La región interna de la peladura es rica en cuerpos multicelulares con formas esféricas o piriformes, que están llenas de fragantes aceites esenciales.
En bayas, como el tomate, el epicarpio es muy delgado. En los hesperidios, como la naranja, el epicarpio es relativamente carnoso, con glándulas productoras de aceites y esencias y es denominado flavedo. En pepónides, como el melón, el epicarpio se presenta muy endurecido. En drupas, como la ciruela, el epicarpio es delgado pero no tanto como el de las bayas.       
- Datos: Q2722705